# 德米特羅-比利夫卡
47°56′4″N 32°47′39″E / 47.93444°N 32.79417°E
德米特羅-比利夫卡（烏克蘭語：Дмитро-Білівка），是烏克蘭南部的村莊，隸屬尼古拉耶夫州的巴什坦卡區。該村面積0.53平方公里，海拔高度125米，2001年人口318，人口密度每平方公里600人。